# Svart träsklöpare
Svart träsklöpare (Badister dilatatus) är en skalbaggsart som beskrevs av Maximilien de Chaudoir 1837. Svart träsklöpare ingår i släktet Badister, och familjen jordlöpare. Arten är reproducerande i Sverige.